# Larreule, Hautes-Pyrénées
Larreule är en kommun i departementet Hautes-Pyrénées i regionen Occitanien i sydvästra Frankrike. Kommunen ligger i kantonen Maubourguet som tillhör arrondissementet Tarbes. År 2022 hade Larreule 382 invånare.

## Befolkningsutveckling
Antalet invånare i kommunen Larreule
| Referens: INSEE |